# Benedettine della Congregazione di San Benedetto
Le Benedettine della Congregazione di San Benedetto sono un istituto religioso femminile di diritto pontificio con case autonome.

## Storia

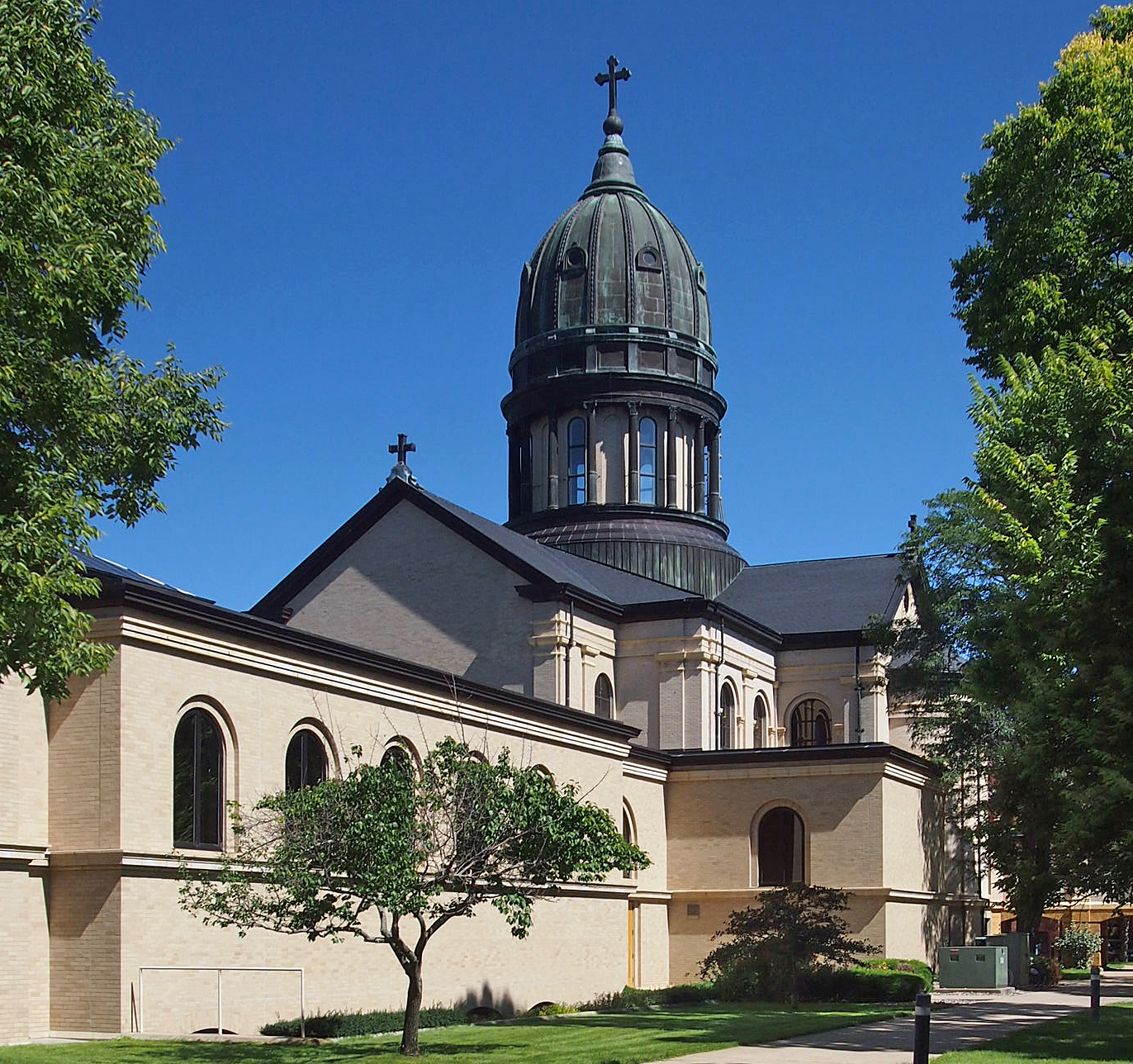
La chiesa del monastero di Saint Benedict

Le origini della congregazione risalgono al convento di Saint Benedict, stabilito nel 1857 a Saint Joseph, in Minnesota, da suor Benedicta Riepp, giunta in America dal monastero benedettino di Sankt Walburg di Eichstätt, in Baviera, su invito di Joseph Crétin, vescovo di Saint Paul.
Le costituzioni della comunità furono approvate il 26 aprile 1887 dal vescovo Rupert Seidenbusch, vicario apostolico del Minnesota settentrionale; le benedettine si moltiplicarono rapidamente e aprirono presto numerose filiali in tutti gli Stati Uniti.
Bonifacio Wimmer, abate di Saint Vincent a Latrobe, cercò di riunire tutti i conventi americani di suore benedettine alla congregazione americana cassinese, ma il suo tentativo fu vano; l'iniziativa fu ripresa da Innocent Wolf, abate di Saint Benedict ad Atchison, che organizzò un incontro di priore benedettine a Chicago per preparare una bozza di costituzioni comuni.
Le costituzioni approvate dalla Santa Sede nel 1918, però, limitavano esplicitamente all'insegnamento l'attività delle suore e molti conventi (compreso quello di Saint Benedict a Saint Joseph), dediti anche a opere ospedaliere e caritative, rifiutarono di adottarle e di aderire alla nascente Federazione di Santa Scolastica, eretta nel 1922.
Le suore benedettine facenti capo a Saint Benedict furono riunite nella congregazione delle Suore di San Benedetto, eretta il 5 marzo 1923 da Joseph Francis Busch, vescovo di Saint Cloud. La congregazione ottenne il decreto di lode da papa Pio XII il 24 marzo 1947.
Nelle diocesi in cui erano già presenti filiali di Sainct Benedict furono creati priorati: il 21 giugno 1948 fu eretto il priorato di Saint Bede a Eau Claire, nel Wisconsin, e il 22 giugno 1948 fu istituito il priorato di Saint Paul, in Minnesota; per le comunità nelle regioni occidentali degli Stati Uniti, il 28 giugno 1952 fu creato il priorato di Saint Placid, presso Olympia, nello stato di Washington. Nel primo capitolo generale dell'istituto, celebrato nel luglio 1948, fu eletta presidente madre Rosamond Pratschner.
Le sue costituzioni furono approvate definitivamente dalla Santa Sede il 9 giugno 1956.
Nel 1930 le benedettine si aprirono all'apostolato missionario aprendo una filiale in Cina: espulse nel 1949, le suore si trasferirono a Taiwan e in Giappone.

## Attività e diffusione
Le suore si dedicano all'educazione della gioventù e alla cura dei malati.
Oltre che negli Stati Uniti d'America, le benedettine della Congregazione di San Benedetto sono presenti alle Bahamas, a Porto Rico, in Giappone e a Taiwan.
Alla fine del 2015 l'ordine contava 10 monasteri e 476 religiose.